# Little Joy
Little Joy est un groupe de rock américain. Le groupe est indie parce que très diversifié et expérimental dans ses influences et son style musical. Les trois musiciens membres du groupe ont commencé à collaborer en 2007 et l'album, intitulé Little Joy est publié en novembre 2008, sur Rough Trade.

## Biographie
L'idée du projet Little Joy est née durant la nuit qui a suivi un festival portugais où Fabrizio et Rodrigo jouaient tous les deux avec leurs groupes, soit The Strokes et Los Hermanos. Discutant d'un besoin réciproque de réaliser un projet indépendamment de leurs de musiques respectives, les deux hommes ont commencé à murmurer l'idée d'une légère collaboration.
Binki Shapiro, une amie commune de Fab et de Rodrigo, les encouragea à réaliser ce projet pendant les mois qui ont suivi la première rencontre significative des deux jeunes hommes. Binki prend finalement part au projet et les trois musiciens s'installent dans une maison de Echo Park, dans le but d'enregistrer une démo. Avec l'aide du producteur Noah Georgeson, ils commencent l'enregistrement de l'album. Le résultat est relativement coloré, influencé par plusieurs époques musicales et marqué de clins d'œil aux origines similaires des deux hommes, avec quelques passages écrits en portugais. Les membres du groupe ont l'intention de retourner à leurs routines respectives et ne se sont toujours pas avancés quant à la production d'un deuxième album.
Binki Shapiro contribue, aux côtés de Devendra Banhart (qui a collaboré avec Little Joy), contribue au deuxième album-hommage de Beck, Songs of Leonard Cohen.

## Membres
- Rodrigo Amarante (né le 6 septembre 1976 à Rio de Janeiro), guitariste, bassiste, chanteur et auteur pour Los Hermanos (groupe brésilien de pop rock) et Orquestra Imperial.
- Fabrizio Moretti (né le 2 juin 1980 à Rio de Janeiro), batteur pour la formation new-yorkaise The Strokes.
- Binki Shapiro (née à Los Angeles).

Les membres du groupe touchent à plusieurs instruments sur le projet, tels qu'entre autres la guitare, la basse, la batterie, le piano, la guitare ténor, l'orgue ou le ukulélé. En spectacle, ils jouent tous les trois de la guitare, participant aussi aux arrangement vocaux, principalement effectués par Rodrigo Amarante. Ils sont soutenus par plusieurs autres musiciens lors de ces performances.